# HMailServer

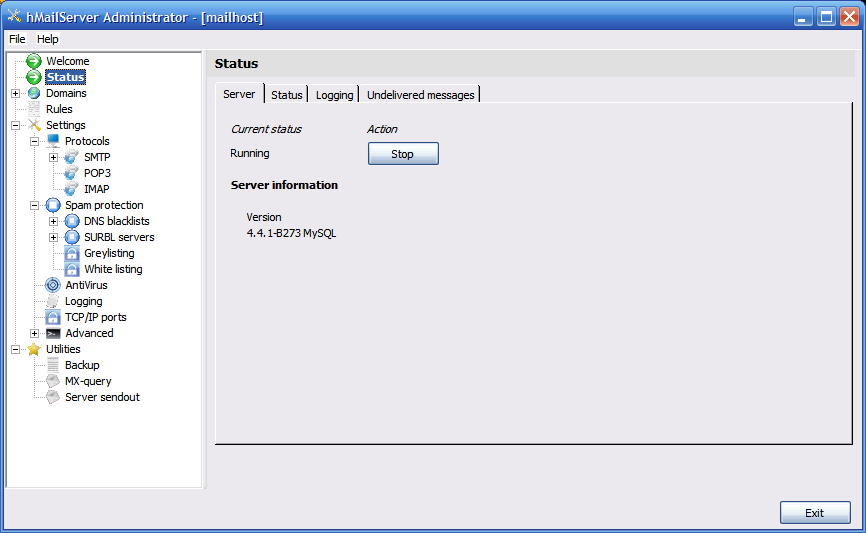
Skärmdump

hMailServer är en gratis e-postserver för Microsoft Windows. Servern har stöd för de vanliga email-protokollen SMTP, POP3 och IMAP.
Version 4.x av servern är baserad på öppen källkod, medan version 5.x är freeware.
All konfiguration lagras i MySQL-tabeller (eller Microsoft SQL Server), och det är möjligt att skriva script som utökar funktionaliteten i VBA eller JScript. Om man inte redan har MySQL eller Microsoft SQL Server installerat kan man under installation välja att använda den interna MySQL-databasen. Då installeras en light-version av MySQL.
Administrering av servern görs antingen via ett vanligt Windows-program, hMailServer Administrator, eller via ett PHP-webbgränssnitt, hMailServer PHPWebAdmin. Både hMailServer Administrator och PHPWebAdmin använder hMailServers COM API för all konfiguration. Detta betyder också att man lätt kan skriva sina egna verktyg för att automatisera administrationen av servern, exempelvis om man har ett webbhotell.
Servern har inbyggt spamskydd samt stöd för externa virus-scanners.